# Raymond K. Johnson
Pour les articles homonymes, voir Johnson.
Raymond Kingsbury Johnson, né le 24 novembre 1901 à Leeds Township, Dakota du Nord, États-Unis, et mort le 23 mars 1999 à Thousand Palms, Californie, États-Unis, est un directeur de la photographie et réalisateur américain. Il a réalisé plus d’une vingtaine de films, principalement des westerns à petit budget pour les studios de Poverty Row, tels que Monogram Pictures.
Après avoir servi sous l’uniforme pendant la Seconde Guerre mondiale, Johnson a rejoint l’unité de caméra du studio Metro-Goldwyn-Mayer à Hollywood, où il est finalement parvenu à la tête du département.

## Filmographie
- North of Nome (1925)
- All Faces West (1929)
- Kentucky Blue Streak (en) de Bernard B. Ray (1935)
- Skybound (1935)
- Suicide Squad (1935)
- The Reckless Way (en) de Bernard B. Ray (1936)
- I'll Name the Murderer (en) (1936)
- Special Agent K-7 (1937)
- Daughter of the Tong (1939)
- Code of the Fearless (1939)
- Fangs of the Wild (1939)
- Two Gun Troubador (en) (1939)
- In Old Montana (1939)
- Law of the Wolf (1939)
- Ridin' the Trail (1940)
- Covered Wagon Trails (1940)
- Pinto Canyon (1940)
- Land of the Six Guns (1940)
- The Kid from Santa Fe (1940)
- Riders from Nowhere (1940)
- Wild Horse Range (1940)
- The Cheyenne Kid (1940)